# Дом ночных призраков (фильм, 1999)
Не следует путать с другим фильмом ужасов того же года на схожую тематику – «Призрак дома на холме».
«Дом ночных призраков» (англ. House on Haunted Hill, другое название «Дом на холме призраков») — американский фильм ужасов 1999 года режиссёра Уильяма Мелоуна, ремейк одноимённого фильма 1959 года. В США фильм собрал 40 846 082 долларов, из них в первый день проката 15 946 032 долларов. В 2007 году сразу на видео вышло продолжение фильма под названием «Возвращение в дом ночных призраков».

## Сюжет
В давние времена в психиатрической лечебнице садист-психиатр доктор Ричард Бенджамин Венеккат проводил над своими пациентами жестокие эксперименты. Однако вскоре пациенты организовывают бунт и убивают весь персонал лечебницы и вместе с трупами сгорают в огне пожара. После происшествия творившиеся в больнице эксперименты были преданы огласке, а сама больница с тех пор перестала функционировать.
В наши дни экстравагантный миллионер Стивен Прайс, который сколотил своё состояние благодаря аттракционам и развлечениям, арендует старое здание психиатрической больницы и организует там проведение дня рождения своей жены. Для этого он приглашает в здание группу людей и затевает игру, исходя из которой оставшиеся в живых после проведённой ночи получают миллион долларов. Прайс, как знаток в сфере возможностей по запугиванию людей, организует видеонаблюдение и подстраивает систему ловушек для участников. Однако вскоре выясняется, что дело двинулось совсем другим ходом: двери и окна больницы с помощью специального механизма автоматически закрываются металлическими листами, а вскоре участники на себе начинают ощущать, что им предстоит пережить нечто действительно настоящее и страшное.

## В ролях
- Джеффри Раш — Стивен Прайс
- Фамке Янссен — Эвелин Стокард-Прайс
- Тэй Диггз — Эдди Бейкер
- Питер Галлахер — Дональд Блэкберн
- Крис Каттан — Уотсон Притчетт
- Эли Лартер — Сара Вулф
- Джеффри Комбс — доктор Ричард Бенджамин Венеккат
- Бриджитт Уилсон — Мелисса Маргарет Марр
- Макс Перлич — Карл Шектер
- Лиза Лоб — репортёр
- Джеймс Марстерс — оператор
- Питер Грейвс — в роли самого себя
- Славица Йован — медсестра

## Критика
На основе 56 отзывов, собранных сайтом Rotten Tomatoes, фильм «Дом ночных призраков» получил от критиков общий рейтинг 28%, средняя оценка 4,5/10. На сайте Metacritic фильм получил рейтинг 28, основанный на 17 отзывах критиков.

## Саундтрек
Музыка к фильму была написана композитором Доном Дэвисом. Альбом «House On Haunted Hill» с инструментальной музыкой поступил в продажу 2 ноября 1999 года, издатель «Varèse Sarabande». 
| №                   | Название                               | Artist              | Длительность |
| ------------------- | -------------------------------------- | ------------------- | ------------ |
| 1.                  | «Main Title»                           | Дон Дэвис           | 2:29         |
| 2.                  | «Pencil Neck»                          | Дон Дэвис           | 1:05         |
| 3.                  | «Hans Verbosemann»                     | Дон Дэвис           | 1:47         |
| 4.                  | «House Humongous»                      | Дон Дэвис           | 1:20         |
| 5.                  | «Piano Quartet in G Minor Opus 25»     | Иоганнес Брамс      | 2:32         |
| 6.                  | «Funky Old House»                      | Дон Дэвис           | 1:52         |
| 7.                  | «No Exit»                              | Дон Дэвис           | 1:08         |
| 8.                  | «Gun Control»                          | Дон Дэвис           | 1:25         |
| 9.                  | «Surprise»                             | Дон Дэвис           | 1:20         |
| 10.                 | «Price Pestiferous»                    | Дон Дэвис           | 1:35         |
| 11.                 | «Misty Misogamy»                       | Дон Дэвис           | 1:53         |
| 12.                 | «Coagulatory Calamity»                 | Дон Дэвис           | 3:59         |
| 13.                 | «Melissa in Wonderland»                | Дон Дэвис           | 3:45         |
| 14.                 | «Sorry, Tulip»                         | Дон Дэвис           | 1:25         |
| 15.                 | «Struggling to Escape»                 | Дон Дэвис           | 1:47         |
| 16.                 | «Soirée a Saturation»                  | Дон Дэвис           | 3:18         |
| 17.                 | «On the House»                         | Дон Дэвис           | 1:34         |
| 18.                 | «Dead But Nice»                        | Дон Дэвис           | 2:05         |
| 19.                 | «Blackburn's Surprise»                 | Дон Дэвис           | 0:48         |
| 20.                 | «Encountering Mr. Blackburn»           | Дон Дэвис           | 2:03         |
| 21.                 | «The Price Petard»                     | Дон Дэвис           | 1:58         |
| 22.                 | «Epiphanic Evelyn»                     | Дон Дэвис           | 3:48         |
| 23.                 | «The Corpus Delecti Committee Meeting» | Дон Дэвис           | 2:26         |
| 24.                 | «Price in Perpetuity»                  | Дон Дэвис           | 2:55         |
| 25.                 | «The Beast with the Least»             | Дон Дэвис           | 3:06         |
| Общая длительность: | Общая длительность:                    | Общая длительность: | 54:01        |